# Сан-Пьетро-Вернотико
Сан-Пьетро-Вернотико (итал. San Pietro Vernotico) — коммуна в Италии, располагается в регионе Апулия, в провинции Бриндизи.
Население составляет 15 019 человек (2008 г.), плотность населения составляет 327 чел./км². Занимает площадь 46 км². Почтовый индекс — 72027. Телефонный код — 0831.
Покровителями коммуны почитаются Пресвятая Богородица (Beata Vergine del Carmelo) и святой апостол Пётр, празднование 29 июня.

## Демография
Динамика населения:

## Администрация коммуны
- Официальный сайт: http://www.spv.br.it/